# Pio Taofinuʻu
Pio Taofinuʻu SM (ur. 8 grudnia 1923 w Falealupo, zm. 19 stycznia 2006 w Apia), samoański duchowny katolicki, biskup, a później arcybiskup Samoa-Apia, kardynał.

## Życiorys
Związany z instytutem życia konsekrowanego Towarzystwo Maryi (Societas Mariae, SM), kształcił się w szkołach zakonnych w Greenmeadows (Nowa Zelandia) i Nowym Jorku, a także w seminariach w Apia i Lano (wyspa Wallis). Święcenia kapłańskie przyjął 8 grudnia 1954 z rąk wikariusza apostolskiego Archipelagu Nawigatorów Jeana Baptisty Dietera, a śluby zakonne złożył w 1960. Prowadził działalność duszpasterską w wikariacie apostolskim Samoa i Tokelau, w latach 1964–1967 pełnił funkcję wikariusza generalnego wikariatu Samoa i Tokelau (od 1966 diecezji Apia), a 1967–1968 wikariusza kapitulnego. 11 stycznia 1968 został mianowany biskupem Apia, odebrał sakrę z rąk George'a Hamiltona Pearce'a 29 maja 1968 w Apia.
5 marca 1973 papież Paweł VI wyniósł go do godności kardynalskiej, z nadaniem tytułu prezbitera S. Onofrio. Diecezja zarządzana przez kardynała Taofinu'u podlegała wielokrotnie zmianom organizacyjnym – w 1974 zmieniono nazwę na Samoa-Apia i Tokelau, we wrześniu 1982 promowano do rangi archidiecezji, w czerwcu 1992 zmieniono nazwę na Samoa-Apia. Sam kardynał w latach 1982–1985 pełnił dodatkowo funkcję przełożonego (superiora) misji kościelnej sui iuris Funafutina (Tuvalu) oraz administratora apostolskiego sede vacante et ad nutum Sanctae Sedis Samo-Pago Pago. Uczestniczył w obu konklawe w 1978.
W czerwcu 1988 reprezentował Jana Pawła II na obchodach ku czci św. Piotra Clavera, patrona Oceanii, w związku ze 150-leciem ewangelizacji Wallis i Futuna w Polinezji. Na specjalnej sesji Światowego Synodu Biskupów w Watykanie, poświęconej Kościołowi w Oceanii (listopad-grudzień 1998), pełnił funkcję jednego z prezydentów-delegatów.
W listopadzie 2002, ze względu na osiągnięty wiek emerytalny, został zwolniony z obowiązków arcybiskupa Samoa-Apia. Rok później jako 80-latek utracił prawo udziału w kolejnych konklawe.
W latach 1969–1998 oficjalny rocznik watykański Annuario Pontifico podawał inną datę urodzenia ks. Taofinuʻu (9 grudnia 1923).